# 탄소 동위 원소
탄소는 원자량 8~22 사이에 총 15개의 동위 원소가 알려져 있다. 이들 중 12C와 13C는 안정 동위 원소이다. 방사성 동위 원소 중 가장 안정한 것은 14C로 반감기가 약 5700년이며, 자연에도 미량 존재한다. 인공 방사성 동위원소 가운데 반감기가 가장 짧은 것은 8C(3.5×10-21초)이다.
탄소의 표준 원자량은 12.0107(8)u이다.

## 탄소-12
탄소-12는 안정 동위 원소로 탄소 동위 원소 중 98.9%를 차지한다. 1961년 탄소-12 원자 1개 질량의 1/12를 원자 질량 단위가 채택된 이래 원자 질량의 기준으로 사용되고 있으며, 이 정의에 따라 탄소-12의 원자 질량은 정확히 12가 된다. 이전까지는 산소를 원자 질량의 기준으로 삼았으나, 화학자들은 산소 동위 원소의 비율을 고려한 단위를, 물리학자들은 산소-16만을 기준으로 한 단위를 사용하여 미세한 오차가 발생하였기 때문에 통일된 것이다.

## 탄소-13
탄소-13은 탄소의 안정 동위 원소의 하나로, 전체 탄소의 1.1%를 차지한다. 핵 스핀이 1/2-이므로 유기 화합물의 구조를 알아내는데 사용하는 NMR 실험에 사용된다.

## 탄소-14
탄소-14는 '동위성 탄소'라고도 하며, 약 5730년의 반감기를 거쳐 β- 붕괴하여 질소-14(14N)가 된다. 자연에는 극미량(전체 탄소의 약 1조 분의 1) 존재하며, 1936년에 처음으로 그 존재가 관찰되었다. 지상 9km에서 우주선에 의해 생성되는 중성자가 질소-14와 반응하여 생성되며, 그 양이 일정하게 유지되나, 대기권에서 행해지는 핵실험에 의해 변동이 있을 수 있다. 유기물 시료 속에 존재하는 다른 탄소 동위 원소와의 비율을 조사하여 방사성 탄소 연대 측정법에 이용되며, 대략 5만 년까지의 연대를 측정할 수 있다.

## 표
| 핵자 수 | Z(p)        | N(n)        | 동위 원소 질량 (u)          | 반감기                        | 붕괴 방식       | 붕괴 생성 동위 원소 | 핵 스핀 | 자연계에 존재하는 동위 원소 범위 (몰 분율) | 자연계에 존재하는 최대 범위 (몰 분율) |
| ------- | ----------- | ----------- | --------------------------- | ----------------------------- | --------------- | ------------------- | ------- | ------------------------------------------ | ------------------------------------- |
| 8C      | 6           | 2           | 8.037643(20)                | 2.0(1.4)×10−21s [230(50) keV] | 2p              | 6Be                 | 0+      |                                            |                                       |
| 9C      | 6           | 3           | 9.0310372(23)               | 126.5(9) ms                   | β+(54.1(1.7)%)  | 9B                  | (3/2-)  |                                            |                                       |
| 9C      | 6           | 3           | 9.0310372(23)               | 126.5(9) ms                   | β+p(38.4(1.6)%) | 8Be                 | (3/2-)  |                                            |                                       |
| 9C      | 6           | 3           | 9.0310372(23)               | 126.5(9) ms                   | β+α(7.5(6)%)    | 5Li                 | (3/2-)  |                                            |                                       |
| 10C     | 6           | 4           | 10.0168532(4)               | 19.3011(15) s                 | β+              | 10B                 | 0+      |                                            |                                       |
| 11C     | 6           | 5           | 11.0114336(10)              | 20.3402(53) min               | β+ (99.79%)     | 11B                 | 3/2-    |                                            |                                       |
| 11C     | 6           | 5           | 11.0114336(10)              | 20.3402(53) min               | ε (0.21%)       | 11B                 | 3/2-    |                                            |                                       |
| 12C     | 6           | 6           | 정확히 12(원자 질량의 기준) | 안정                          | 안정            | 안정                | 0+      | [0.9884, 0.9904]                           | [0.9884, 0.9904]                      |
| 13C     | 6           | 7           | 13.003354835336(252)        | 안정                          | 안정            | 안정                | 1/2-    | [0.0096, 0.0116]                           | [0.0096, 0.0116]                      |
| 14C     | 6           | 8           | 14.003241989(4)             | 5730(30)a                     | β−              | 14N                 | 0+      | 미량                                       | <10−12                                |
| 14mC    | 22.1(1) MeV | 22.1(1) MeV | 22.1(1) MeV                 |                               | IT              | 14C                 | 2-      |                                            |                                       |
| 15C     | 6           | 9           | 15.0105993(9)               | 2.449(5) s                    | β−              | 15N                 | 1/2+    |                                            |                                       |
| 16C     | 6           | 10          | 16.014701(4)                | 750(6) ms                     | β−n (99.0(3)%)  | 15N                 | 0+      |                                            |                                       |
| 16C     | 6           | 10          | 16.014701(4)                | 750(6) ms                     | β− (1.0(3)%)    | 16N                 | 0+      |                                            |                                       |
| 17C     | 6           | 11          | 17.022579(19)               | 193(5) ms                     | β− (71.6(1.3)%) | 17N                 | 3/2+    |                                            |                                       |
| 17C     | 6           | 11          | 17.022579(19)               | 193(5) ms                     | β−n(28.4(1.3)%) | 16N                 | 3/2+    |                                            |                                       |
| 17C     | 6           | 11          | 17.022579(19)               | 193(5) ms                     | β−2n?           | 15N                 | 3/2+    |                                            |                                       |
| 18C     | 6           | 12          | 18.02675(3)                 | 92(2) ms                      | β− (68.5(1.5)%) | 18N                 | 0+      |                                            |                                       |
| 18C     | 6           | 12          | 18.02675(3)                 | 92(2) ms                      | β−n(31.5(1.5)%) | 17N                 | 0+      |                                            |                                       |
| 18C     | 6           | 12          | 18.02675(3)                 | 92(2) ms                      | β−2n?           | 16N                 | 0+      |                                            |                                       |
| 19C     | 6           | 13          | 19.03480(11)                | 46.2(2.3) ms                  | β−, n (47(3)%)  | 18N                 | 1/2+    |                                            |                                       |
| 19C     | 6           | 13          | 19.03480(11)                | 46.2(2.3) ms                  | β− (46.0(4.2)%) | 19N                 | 1/2+    |                                            |                                       |
| 19C     | 6           | 13          | 19.03480(11)                | 46.2(2.3) ms                  | β−, 2n (7(3)%)  | 17N                 | 1/2+    |                                            |                                       |
| 20C     | 6           | 14          | 20.04026(25)                | 16(3) ms                      | β−, n (70(11)%) | 19N                 | 0+      |                                            |                                       |
| 20C     | 6           | 14          | 20.04026(25)                | 16(3) ms                      | β−2n(<18.6%)    | 18N                 | 0+      |                                            |                                       |
| 20C     | 6           | 14          | 20.04026(25)                | 16(3) ms                      | β−(>11.4%)      | 20 N                | 0+      |                                            |                                       |
| 21C     | 6           | 15          | 21.04934(54)#               | <30 ns                        | n               | 20C                 | (1/2+)# |                                            |                                       |
| 22C     | 6           | 16          | 22.05755(25)                | 6.2(13) ms                    | β−n(61(14)%)    | 21N                 | 0+      |                                            |                                       |
| 22C     | 6           | 16          | 22.05755(25)                | 6.2(13) ms                    | β−2n (< 37%)    | 20N                 | 0+      |                                            |                                       |
| 22C     | 6           | 16          | 22.05755(25)                | 6.2(13) ms                    | β− (> 2%)       | 22N                 | 0+      |                                            |                                       |

## 같이 보기
- 방사성 탄소 연대 측정